# Vismia billbergiana
Vismia billbergiana är en johannesörtsväxtart som beskrevs av Pehr Johan Beurling. Vismia billbergiana ingår i släktet Vismia och familjen johannesörtsväxter. Inga underarter finns listade i Catalogue of Life.